# Dolînî (Sileț), Kameanka-Buzka
Dolînî (în ucraineană Долини) este un sat în comuna Sileț din raionul Kameanka-Buzka, regiunea Liov, Ucraina.

## Demografie
Componența lingvistică a localității Dolînî
     Ucraineană (100%)
Conform recensământului din 2001, toată populația localității Dolînî era vorbitoare de ucraineană (100%).